# Варшавско-Познанская наступательная операция
Варшавско-Познанская наступательная операция — фронтовая наступательная операция войск 1-го Белорусского фронта, (командующий — маршал Советского Союза Георгий Жуков), проведённая 14 января — 3 февраля 1945 года, часть стратегической Висло-Одерской наступательной операции.

## Описание операции[2]
К середине января 1945 года войска 1-го Белорусского фронта (47-я, 61-я, 5-я ударная, 8-я гвардейская, 69-я, 33-я и 3-я ударная армия, 2-я и 1-я гвардейские танковые армии, 1-я армия Войска Польского, 16-я воздушная армия, 2-й и 7-й гвардейские кавалерийские корпуса, 11-й и 9-й танковые корпуса, под командованием Маршала Советского Союза Г. К. Жукова, занимали рубеж по реке Висла (от Сероцка до Юзефува), удерживая на её западном берегу плацдармы в районах Магнушева и Пулавы. Перед ними оборонялась 9-я армия немецкой группы армий «А» (с 26 января — «Центр»).
Замысел советского командования — расчленить противостоявшую группировку противника и разгромить её по частям. Главный удар намечалось нанести с Магнушевского плацдарма, в направлении на Кутш и Познань, силами 61-й, 5-й Ударной, 8-й гвардейской армий, 1-й и 2-й гвардейских армий и 2-го гвардейского конного корпуса. Для развития успеха на главном направлении предназначалась 3-я ударная армия (2-й эшелон фронта). Вспомогательные удары должны были нанести с Пулавского плацдарма в направлении на Радом и Лодзь 69-я и 33-я армии и 7-й гвардейский конный корпус, севернее Варшавы — 47-я армия, 1-я армия Войска Польского получили задачу начать наступление на 4-й день операции и во взаимодействии с войсками 47-й, 61-й армий и 2-й гвардейской танковой армии разгромить варшавскую группировку противника и овладеть Варшавой.
Варшавско-Познанская наступательная операция началась 14 января 1945 года внезапной атакой передовых батальонов с обоих плацдармов на фронте свыше 100 км, в течение часа они продвинулись на 2-3 км, не встречая организованного сопротивления. Перешедшие затем в наступление войска 5-й Ударной и 8-й гвардейской армий к исходу дня продвинулись до 12 км, а войска 61-й армии форсировали по льду реку Пилица и вклинились в оборону врага на глубину до 3 км. 69-я и 33-я армии, 9-й и 11-й танковый корпус прорвали оборону противника на глубину до 20 км.
15 января 1945 года соединения 1-й гвардейской танковой армии вышли к реке Пилица. 11-й и 9-й танковые корпуса к утру 16 января освободили город Радом.
47-я армия, перейдя в наступление 16 января, отбросила противника за реку Вислу и с ходу форсировала её севернее Варшавы. В тот же день в полосе 5-й Ударной армии была введена в прорыв 2-я гвардейская танковая армия, которая, совершив за день стремительный бросок на 80 км, вышла в район Сохачева и отрезала пути отхода варшавской группировке противника.
17 января 1945 года войска 47-й и 61-й армий совместно с 1-й армией Войска Польского освободили Варшаву.
За 4 дня наступления войска 1-го Белорусского фронта разгромили главные силы 9-й армии противника, осуществили прорыв её обороны на всю оперативную глубину, продвинувшись на 100—130 км. Наступление войск активно поддерживала авиация 16-й воздушной армии, которая наносила удары по опорным пунктам противника перед фронтом наступавших войск, а также по войскам и узлам коммуникаций врага в глубине его обороны. С утра 18 января войска фронта начали решительное преследование врага.
19 января 1945 года освобождён город Лодзь.
К 22 января 1945 года танковые армии вышли к познанскому оборонительному рубежу. 23 января части 2-й гвардейской танковой армии освободили город Быдгощ. Обойдя с юга крепость Познань (попытка овладеть крупным городом с гарнизоном около 62 тыс. человек успеха не имела), овладение которой было возложено на стрелковые корпуса 8-й гвардейской и 69-й армий, 1-я гвардейская танковая армия 25 января форсировала реку Варта и устремилась к реке Одер.
26 января танковые армии достигли старой германо-польской границы. 28 января 2-я гвардейская танковая армия с ходу прорвала Померанский вал. Вслед за ней наступали 3-я и 5-я Ударные, 61-я и 47-я армии, 1-я армия Войска Польского, 2-й гвардейский конный корпус, которые завершили прорыв и развернули бои к западу от Померанского вала.
29 января войска 1-й гвардейской танковой армии, 8-й гвардейской, 33-й и 69-й армий, прорвав Мезерицкий укреплённый район, вступили на территорию Германии. 31 января передовые части 2-й гвардейской танковой армии и 5-й Ударной армии достигли реки Одер. К исходу 3 февраля войска центра и левого крыла фронта очистили от противника правый берег Одера в 100 км полосе к югу от Цедена и захватили на левом берегу плацдармы севернее и южнее Кюстрина.
В это время противник сосредотачивал в Померании крупные силы (группу армий «Висла») для удара в южном направлении. Командующий войсками 1-го Белорусского фронта противопоставил им 4 общевойсковые, 2 танковые армии и кавалерийский корпус.
На берлинском направлении остались 4 ослабленные в предыдущих боях общевойсковые армии, 2 танковых и 1 кавалерийский корпус. Из-за опасности контрудара с севера, а также из-за отставания тылов и перебазирования авиации продолжение наступления на Берлин было признано нецелесообразным и по указанию Ставки ВГК прекращено.
Уже после завершения операции был освобождён город Познань 23 февраля 1945 года. Последним был взят форт Виняры.

## Результат операции
Варшавско-Познанская наступательная операция — одна из крупнейших фронтовых операций, проведённых во время войны. Начав прорыв на нескольких участках с общей шириной 34 км, войска 1-го Белорусского фронта к концу операции расширили его по фронту до 500 км и продвинулись на глубину 500 км, освободив в своей полосе всю западную часть Польши.
За образцовое выполнение боевых задач, соединения и части фронта награждены орденами и получили почётные наименования «Бранденбургские», «Варшавские», «Лодзинские», «Померанские», «Познанские» и др.
Результатом операции является победа советских и польских войск. В ходе Варшавско-Познанской операции от немецких войск была освобождена территория Польши к западу от Вислы и захвачен плацдарм на правом берегу Одера, использованный впоследствии при наступлении на Берлин.